# Ернст Мангольд
Ернст Мангольд (нім. Ernst Mangold; 15 листопада 1915, Боденвердер — 16 жовтня 1966, Бремергафен) — німецький офіцер-підводник, оберлейтенант-цур-зее крігсмаріне. Кавалер Німецького хреста в золоті.

## Біографія
1 грудня 1939 року вступив на флот. З грудня 1941 по січень 1943 року — 2-й вахтовий офіцер на підводному човні U-553, після чого пройшов курс командира човна. З 6 березня 1943 по 25 лютого 1945 року — командир U-739, на якому здійснив 7 походів (разом 191 день в морі). 24 вересня 1944 року потопив радянський мінний тральщик Т-120 водотоннажністю 625 тонн; 41 з 85 членів екіпажу загинули. В березні 1945 року переданий в розпорядження 13-ї флотилії і більше не отримав призначень. Після війни очолив станцію водної поліції в Бремені. Помер від лейкемії.

## Звання
- Кандидат в офіцери (1 грудня 1939)
- Фенріх-цур-зее (1 листопада 1940)
- Оберфенріх-цур-зее (1 листопада 1941)
- Лейтенант-цур-зее (1 травня 1942)
- Оберлейтенант-цур-зее (1 грудня 1943)

## Нагороди
- Залізний хрест
  - 2-го класу (16 квітня 1940)
  - 1-го класу (27 червня 1942)
- Нагрудний знак есмінця (1 жовтня 1940)
- Нагрудний знак підводника (2 квітня 1942)
- Фронтова планка підводника
  - в бронзі (червень 1944)
  - в сріблі (6 квітня 1945)
- Німецький хрест в золоті (10 жовтня 1944)